# Laurence Waddell
Laurence Waddell (Cumbernauld (Escocia), 29 de maig, 1854 - 19 de setembre, 1938), fou un antropòleg i orientalista anglès.
Va estudiar medicina a la Universitat de Glasgow, graduant-se el 1878. El 1880 va ser nomenat professor de química i de patologia del Col·legi de Medicina de Calcuta i després, per espai de deu anys. va exercir el càrrec de comissionat sanitari a la regió tibetana, descobrint amb aquest motiu importants emplaçaments d'antics monuments.
Va visitar, a més, Burma, Xina, Jaón, Amèrica del Nord, Egipte, Mesopotàmia, Síria, Fenícia i l'Himàlaia. A part de la seva col·laboració a la Encyplaedia of Religion and Ethics i revistes de medicina i antropologia, se li deuen:
- Researches on Serpent Venom (1888);
- Discovery of Palibothra of the Greeks (1892);
- The Birds of the Sikhim (1893);
- The Buddhism of Tibet (1895);
- Discovery of the Birthplace of Buddha (1896);
- Among the Himalayas (1899);
- Tribes of the Brahmaputra Valley (1902);
- Lhasa and its Mysteries (1905);
- Medical Jurisprudence for India (1917);
- Phoenician origin of the Britons (1924);
- Indo-Sumerian Seals Deciphered (1925);
- Sumer-Aryan Dictionary (1927);
- Aryan Origin of the Alphabet (1927);
- King-List of the Sumerians or Early Arians from Dar-Danos to Menes (1927).